# Henri-Ferdinand van Heurck
Henri-Ferdinand van Heurck (Antwerpen, 28 augustus 1838 - Antwerpen, 13 maart 1909) was ondernemer, autodidact, botanicus en celbioloog, die baanbrekend werk heeft verricht op het gebied van microscopisch onderzoek en de studie van diatomeeën. 

## Leven en werk[1][2][3]
Henri-Ferdinand van Heurck werd geboren te Antwerpen op 28 augustus 1838 als oudste van zeven en enige zoon van Pierre-Ferdinand Van Heurck (1813-1883) en Marie-Elisabeth Balus (1813-1892). De familie Van Heurck bezat een verf- en vernisfabriek in de toenmalige Gezondstraat te Antwerpen, oorspronkelijk opgericht in 1787.
De schoolcarrière van Van Heurck kende een grillig verloop, mede als gevolg van chronische, hevige hoofdpijnen die hem regelmatig vrijstelden van het volgen van de lessen.
Van 1847 tot 1851 ging hij als negenjarige jongen op internaat in Belsele bij Sint-Niklaas. Elke leerling kreeg er een klein perceel grond toegewezen om te bewerken en te onderhouden als tuin. Henri-Ferdinand ontving daarvoor de eerste prijs tuinieren. Hij startte er met de aanleg van zijn eerste, echte herbarium. Het schoolhoofd gaf hem bij uitzondering toegang tot de bibliotheek. Henri verslond allerlei boeken over de natuur die hem sterk beïnvloedden o.a. "Un million de faits" en "l'Enseignement élémentaire universel", of ook nog "Eenige bladzijden uit het Boek der Natuur" van Conscience. Van Heurck was perfect tweetalig. 
Hij schreef en illustreerde er zijn eerste werkje over micrografie "La description des Cousins (een spinnensoort), dat een van zijn leraren zonder enige reden confisqueerde. Ter gelegenheid van zijn eerste communie kreeg hij van zijn ouders zijn allereerste microscoop waar hij al heel lang om gevraagd had. Een goede vriend van zijn vader, Ravets, schonk aan de communiecant zijn mooie verzameling drogerijen. 
De geleerde buurman van de familie Van Heurck, François-Joseph Rigouts-Verbert (1796-1867), directeur van de Botanische Tuin van Antwerpen, suggereerde dat de jonge Henri voor een toekomstige wetenschappelijke carrière een klassieke opleiding nodig had. Henri's vader bewonderde en respecteerde Rigouts-Verbert. Zo volgde hij zonder aarzelen het advies op voor zijn wetenschappelijk begaafde zoon. Ook Henri koesterde bewondering voor de geleerde die een blijvende invloed op hem zou hebben.
In 1851 volgde Van Heurck het voorbereidend jaar moderne humaniora aan het Atheneum te Antwerpen. Gevolg gevend aan het advies van Rigouts verliet Henri in het 3e trimester van hetzelfde jaar het atheneum. In het Jezuïetencollege te Aalst schreef zijn vader hem in voor de klassieke humaniora. Midden het schooljaar 1854 keerde Henri evenwel terug naar het Atheneum te Antwerpen. Voor de tweede keer zat hij in het voorbereidend jaar moderne humaniora zoals twee schooljaren voordien. Hij mocht naar de vijfde klas overgaan.
Dan stapte hij tijdens het schooljaar 1855-1856 van de moderne humaniora opnieuw over naar de klassieke afdeling. Hij kwam terecht in de vijfde klas (de tweede nu) en was dan zeventien jaar oud; tweeëntwintig toen hij in het schooljaar 1859-1860 zijn klassieke opleiding beëindigde.
Als prille twintiger publiceerde Henri al een bundeltje artikelen met als titel: "Etudes botaniques" (1857-1858).
In zijn biografische schets "Esquisse biographique" verklaart Philippe Van Heurck aan de hand van inschrijvingsdocumenten van de diverse scholen bezocht door Henri, dat zijn betovergrootvader nooit op Sint Ignatius te Antwerpen les heeft gevolgd noch van pater Vincent Gautier (1872-1903) aan die instelling les heeft gekregen. Dit in tegenspraak met wat Frison, een van de biografen van Henri-Ferdinand Van Heurck, beweerde. Deze foutieve informatie werd overgenomen in andere biografieën of notities over Henri Van Heurck. Wel behoorde pater Gautier tot zijn vroege vrienden. Hij had een degelijke academische vorming en was gepassioneerd in de botaniek, de micrografie en de diatomeeën. Hij zag in Henri een getalenteerde jongeman die bij hem en andere wetenschappers steun zocht en profiteerde van hun ondervinding. Van Heurck was dankbaar voor de aandacht die hij van in het begin van zijn ontmoeting met Gautier kreeg en liet niet na hem te eren in het voorwoord in tal van zijn publicaties.
In 1857 organiseerde Van Heurck, samen met plantenkweker en zaadhandelaar Jan Ignatius de Beucker (1827-1906), een cursus over plantkunde en tuinieren in het Nederlands, bestemd voor hoveniers en tuinders uit de lagere sociale klassen die het Frans onvoldoende machtig waren. Op vraag van de cursisten richtten Van Heurck, nog maar twintig jaar oud, samen met De Beucker het Antwerpsch Kruidkundig Genootschap op, met hoofdzakelijk Nederlandstalige leden. In de daaropvolgende jaren was Van Heurck (mede)stichter van meerdere botanische genootschappen en verenigingen, zowel lokaal als nationaal. Hij was zelf erg actief in deze genootschappen, met voordrachten, demonstraties en cursussen. Van Heurck publiceerde regelmatig in de tijdschriften van deze verenigingen.
In 1859 bezat Van Heurck een uitstekende microscoop, gebouwd door de bekende Duitse microscopenbouwer Edmund Hartnack (1826-1891). Met deze microscoop bestudeerde de autodidact Van Heurck zijn eerste diatomeeën, gestimuleerd door pater Gautier, en de plantaardige anatomie. In diezelfde periode las hij een aantal werken over microscopie en plantkunde waaronder Das Mikroskop und seine Anwendung, insbesondere für Pflanzen-Anatomie und Physiologie (1851, 1855) en Lehrbuch der Anatomie und Physiologie der Gewächse (1856, 1859) van de botanicus Hermann Schacht (1814-1864), professor aan de universiteit van Bonn. In 1861 ging Van Heurck gedurende een korte periode plantenanatomie studeren en micropreparaten leren maken bij Schacht. In datzelfde jaar verschenen twee publicaties van Van Heurck: Prodrome de la flore du Brabant, ou: Catalogue raisonné des plantes qui croissent spontanément dans cette province, et de celles qui y sont généralement cultivées (1861) met de botanicus Alfred Wesmael (1832-1905), en het eerste en enige deel van Antwerpsche analytische flora inhoudende de beschryving van alle planten, welke in de provincie Antwerpen, in de vrye natuer, groeijen of er algemeen gekweekt worden (1861) met De Beucker.
Hij was medestichter (met o.a. Rigouts-Verbert) van de in 1862 opgerichte Société royale de botanique de Belgique.
Op 23 september 1863 huwde Van Heurck met Jeanne Collignon (1841-1922), eveneens botanist. Dit huwelijk was aanvankelijk tegen de wil van zijn ouders doordat zijn echtgenote uit een minder gefortuneerde familie kwam.
In 1864 gaf Van Heurck samen met Victor Guibert (1826-1866) het boek Flore médicale belge uit. Dat jaar was hij ook medestichter van de Société Phytologique d'Anvers. Hij begon ook op eigen kosten met het geven van een publiek toegankelijke cursus in de botanische microscopie; tot in 1908 gaf hij deze lessen elke zondagmorgen van 1 mei tot 18 september, steeds om 10 uur. In 1865 gaf Van Heurck een reeks voordrachten voor de Cercle artistique, littéraire et scientifique d'Anvers. Hij gebruikte daarbij de modernste didactische hulpmiddelen die op dat ogenblik beschikbaar waren. Zijn voordrachten illustreerde hij met projecties van hoogkwalitatieve preparaten via een projectiemicroscoop met kalklicht (zuurstof-waterstofbranderlicht). In 1866 gaf hij ook een maandelijkse cursus herboriseren.
In 1867 kocht Van Heurck het herbarium Sieber-von Reichenbach. Hij voegde er 40.000 specimen aan toe, waaronder 20.000 nog niet opgenomen soorten. De volledige verzameling werd internationaal bekend als het herbarium Sieber-von Reichenbach-Van Heurck (60.000 soorten, 250.000 specimen).
Van Heurck werd op 13 april 1867 benoemd tot leraar chemie voor de cursus scheikunde aan de Stedelijke Nijverheidsschool te Antwerpen. Hij nam dit lerarenambt waar tot 1898, wanneer hij om gezondheidsredenen ontslag vroeg.
In 1869 nam Van Heurck de leiding van de verf- en vernisfabriek van zijn vader over. Hij bouwde deze met succes verder uit en diversifieerde de productie ervan. Eén van zijn producten was het mondwater en het tandpastapoeder 'Odol'. Ook had hij de exclusiviteit van 'Saccharine de Fahlberg', een van de eerste kunstmatige zoetstoffen. Met de inkomsten van zijn fabriek kon hij zijn wetenschappelijk onderzoek en zijn verzamelingen financieren. Van Heurck legde zijn focus meer en meer op het gebied van de microscopie en de studie van diatomeeën. Op 3 november 1869 kreeg hij een eredoctoraat aan de universiteit van Rostock.
In 1875 gaf Van Heurck een erg succesvolle lessenreeks over medisch-commerciële plantkunde.
In 1877 werd Van Heurck voor het leven benoemd tot directeur van de Antwerpse Plantentuin. Hij opende er een museum en organiseerde er een praktische cursus plantkunde met microscopische technieken. Hij richtte de indeling van de tuin volledig opnieuw in, en voerde de verzameling planten op tot 1600 soorten.
Pater Gautier schonk Van Heurck in 1878 de helft van zijn diatomeeënverzameling.
In 1880-1885 publiceerde Van Heurck zijn driedelig werk Synopsis des diatomées de Belgique, waarbij een verzameling van 550 micropreparaten. In 1881 werd hij voorzitter van de Société belge de microscopie. In 1882 startte hij met het gebruik van elektrische verlichting bij zijn microscopie.
Hij hield contact met vooraanstaande microscopisten en fabrikanten van microscopen. Met Ernst Abbe (1840-1905) en Roderick Zeiss van de firma Zeiss correspondeerde Van Heurck over de kwaliteit van de nieuw ontworpen aprochromaten (optische systemen) (1886) en maakte speciale diatomeeënpreparaten met insluitmiddelen van zeer hoge brekingsindex. Van Heurck ontving in 1886 van Zeiss persoonlijk te Antwerpen een van de eerste drie broomnaftaleen immersie-objectieven, het microscoopobjectief met het grootste oplossend vermogen tot dan toe gefabriceerd (NA 1, 62).
Vóór 1891 gaf Van Heurck al aan dat er betere microscoopstatieven konden worden gebouwd dan de tot dan toe beschikbare modellen. Zijn boek Le microscope: sa construction, son maniement, la technique microscopique en général, la photomicrographie, le passé et l'avenir du microscope (1891, 4de editie - eerste uitgave dateerde van 1865) groeide uit tot een standaardwerk. Op zijn aanwijzingen liet Van Heurck door de firma Watson & Sons te Londen in 1891 een microscoop bouwen met microscoopstatief "Van Heurck N° 1", dat gedurende twintig jaar het topmodel zou blijven van de firma. Datzelfde jaar was Van Heurck initiatiefnemer en organisator van een wereldtentoonstelling rond microscopie in het Koninklijk Atheneum van Antwerpen.
In de periode januari 1896-maart 1897 verrichtte Van Heurck intensief onderzoek rond de X-stralentechniek en de X-stralenfotografie, slechts een aantal weken na de publicatie van de ontdekking ervan door Wilhelm Röntgen (1845-1923) op 28 december 1895. Op 13 februari 1896 toonde Van Heurck zijn eerste resultaten aan de Société scientifique et micrografique d'Anvers. Op 15 maart 1897 publiceerde Van Heurck het boek La technique et les applications diverses des rayons X: guide pratique du radiographe. Het vormde een praktische handleiding in de nieuwe techniek die snel zijn weg vond naar de Antwerpse hospitalen.
Met zijn boek Traité des diatomées, contenant des notions sur la structure, la vie, la récolte, la culture et la préparation des diatomées, la description et la figure de tous les genres connus, de même que la description et la Figure toutes les espèces trouvées dans la Mer du Nord et les contrées environnantes (1899) verwierf Van Heurck internationale erkenning. In 1896, drie jaar voor de Franse editie, was reeds een Engelse vertaling van dit werk uitgegeven.
In 1907 kocht Van Heurck het legpreparaat Universum Diatomacearum Moellerianum van Johann Diedrich Möller (1844-1907), dat oorspronkelijk 4.026 verschillende diatomeeën bevatte.
Na de terugkeer van het schip de Belgica van de Zuidpoolexpeditie (1897-1899) werkte Van Heurck tot aan zijn dood aan de inventarisatie van de meegebrachte diatomeeën. Zijn boek over de diatomeeën van Antarctica (Diatomées) verscheen twee dagen na zijn overlijden.
Henri-Ferdinand Van Heurck overleed op 13 maart 1909 te Antwerpen.

## Museum Van Heurck en Collectie Van Heurck
Bij testament schonk Van Heurck zijn herbarium en zijn drogerijenverzameling aan de Plantentuin van de Stad Antwerpen, die in de raadszitting van 5 april 1909 de erfgift in dank aanvaardde. Zijn weduwe Jeanne Collignon wenste de andere collecties verkopen. Op 5 juli 1909 werden deze door de Stad Antwerpen aangekocht voor 125.000 Belgische frank.
De volledige collectie (schenking en aankoop) omvatte:
- een honderdtal microscopen, deels historisch;
- een verzameling diatomeeën (19.000 preparaten);
- het herbarium Siefert-von Reichenbach-Van Heurck (60.000 soorten, 250.000 specimen);
- het zogenaamde "Natuurkundige Kabinet" met honderden wetenschappelijke toestellen;
- een verzameling delfstofkundige stukken;
- een omvangrijke bibliotheek met o.a. zeldzame en kostbare handschriften en oude uitgaven.

Alle collecties werden vanaf 1926 ondergebracht in het museum aan de Plantentuin te Antwerpen. Dit sloot in 1949. Danzij Edward Frison (1888-1973) blijft alles compleet en wordt vanaf 1964 ondergebracht in de Antwerpse Zoo als bruikleen.
De verzameling fysische instrumenten in de Nijverheidsschool stonden daar tot 1950 in een museum opgesteld. Daarna werd dit ontruimd wegens plaatsgebrek. Tussen 1950 en 1968 verdween de helft van de collectie wetenschappelijke instrumenten of raakte ze zwaar beschadigd. Opnieuw dankzij Frison werden de restanten van de collectie veilig opgeborgen. Na diens dood werden ze verrijkt met de verzameling van Frison zelf. In 1985 werd de verzameling overgebracht naar de Universiteit Antwerpen (Campus Groenenborger).
In 2003 werden de collecties historische microscopen, de X-stralenfoto's en de wetenschappelijke instrumenten voor onbepaalde duur in bruikleen gegeven aan de Universiteit Gent, Museum voor de Geschiedenis van de Wetenschappen. In 2006 werd de bibliotheek van Van Heurck opgenomen in de Erfgoedbibliotheek Hendrik Conscience te Antwerpen en gedeeltelijk aan de Nationale Plantentuin van België te Meise. De diatomeeëncollectie en het herbarium verhuisden eveneens naar de Plantentuin te Meise.

## Selectieve bibliografie
Enkele van zijn werken zijn:
- Prodrome de la flore du Brabant, ou: Catalogue raisonné des plantes qui croissent spontanément dans cette province, et de celles qui y sont généralement cultivées, Louvain, 1861.
- Antwerpsche analytische flora inhoudende de beschryving van alle planten, welke in de provincie Antwerpen, in de vrye natuer, groeijen of er algemeen gekweekt worden, Antwerpen, 1861.[6]
- Flore médicale belge, Louvain, 1864.
- Synopsis des diatomées de Belgique, Anvers, 1880-1885.
- Le microscope: sa construction, son maniement, la technique microscopique en général, la photomicrographie, le passé et l'avenir du microscope, Anvers, 1891, 4e ed.
- La technique et les applications diverses des rayons X : guide pratique du radiographe, Anvers, 1897.
- Traité des diatomées, contenant des notions sur la structure, la vie, la récolte, la culture et la préparation des diatomées, la description et la figure de tous les genres connus, de même que la description et la Figure toutes les espèces trouvées dans la Mer du Nord et les contrées environnantes, Anvers, 1899.
- Diatomées, Anvers, 1909.

## Extra
- In 1934 werd de Gezondstraat in Antwerpen hernoemd als Henri Van Heurckstraat, als eerbetoon aan Henri Van Heurck.[7]
- Het familiearchief Van Heurck ging grotendeels verloren toen op het einde van de Tweede Wereldoorlog in Antwerpen een Duitse V-bom neerkwam in de Van Heurckstraat, waar de fabriek en de woning van de familie Van Heurck gevestigd waren.[8]